# Барвиненко, Виталий Дмитриевич
Барвиненко Виталий Дмитриевич (укр. Віталій Дмитрович Барвіненко; род. 3 июня 1981, Белгород-Днестровский) — украинский политик из Одесской области, народный депутат Украины VI-VIII созывов, глава Одесского районного совета. Проживает в городе Белгород-Днестровский.

## Образование
С 1998 по 2003 год учился в Одесском национальном университете им. И.Мечникова, факультет «Международные экономические отношения». В 2013—2016 годах учился в Национальной академии государственного управления при Президенте Украины, специальность: государственное управление (магистратура), окончил с отличием.

## Политическая деятельность
2004—2005 — начальник отдела туризма департамента молодёжной политики и туризма одесского городского совета.
2005—2007 — исполнительный директор агропромышленной ассоциации «Укрнасинсервис».
2006—2007 — депутат Одесского областного совета V созыва.
2007—2012 — народный депутат Украины VI созыва, член Комитета Верховной Рады Украины по вопросам строительства, градостроительства и жилищно-коммунального хозяйства и региональной политики.
2012—2014 — народный депутат Украины VII созыва от избирательного округа № 141 (Одесская область), член Комитета Верховной Рады Украины по вопросам строительства, градостроительства и жилищно-коммунального хозяйства и региональной политики.
2014—2019 — народный депутат Украины VIII созыва от избирательного округа № 141 (Одесская область), беспартийный, член Комитета Верховной Рады Украины по вопросам законодательного обеспечения правоохранительной деятельности.
Награждён орденом «За заслуги» III степени (Указ Президента Украины № 355/2013 от 27.06. 2013 года).
С 2020 — глава Одесского районного совета.

### Парламентская деятельность
- Член депутатской группы «Партия „Возрождение“».
- Член Постоянной делегации Верховной Рады Украины в Парламентской ассамблее ЕС — Восточные соседи (ПА Евронест)
- Заместитель сопредседателя комитета по вопросам энергетической безопасности (ПА Евронест)[6].
- Член Комитета Верховной Рады Украины по вопросам законодательного обеспечения правоохранительной деятельности[7].
- Заместитель руководителя группы по межпарламентским связям с Республикой Болгария.
- Член групп по межпарламентским связям со следующими государствами: Греческой Республикой, Французской Республикой, Республикой Конго, Чешской Республикой, Венгрией и Румынией.